# ヴァティ
ヴァティ（ギリシア語: Βαθύ / ラテン文字表記：Vathý）はギリシャ・北エーゲ地方の都市で、サモス県サモス市の町。2011年の改革までは独立した旧自治体だった。
サモス島ではサモス町に継ぐ主要な町である。ヴァティは1999年よりトルコのクシャダスと姉妹都市になっている。